# Ryan Minor
Ryan Dale Minor (Canton, Ohio, 5 de enero de 1974-22 de diciembre de 2023)fue un jugador de baloncesto y de béisbol estadounidense que jugó tres temporadas en las Grandes Ligas de Béisbol, disputando el resto de su carrera en las Ligas Menores. Con 2,00 metros de estatura, jugaba en la posición de alero en baloncesto y tercera base en béisbol.

## Trayectoria deportiva

### Universidad
Jugó cuatro temporadas con los Sooners de la Universidad de Oklahoma, en las que promedió 16,5 puntos, 6,5 rebotes, 1,9 asistencias y 1,9 robos de balón por partido. En sus dos últimas temporadas lideró la Big Eight Conference en anotación, apareciendo en ambas en el mejor quinteto de la conferencia y siendo elegido Jugador del Año en 1995. Fue incluido además en el tercer mejor quinteto All-American por la NABC en 1995 y por la UPI en 1996.

### Profesional
Fue elegido en la trigésimo segunda posición del Draft de la NBA de 1996 por Philadelphia 76ers, pero decidió continuar su carrera profesional en el béisbol, siendo elegido en la trigésimo tercera ronda del draft de las Grandes Ligas de Béisbol.Jugó dos años en ligas menores hasta que hizo su debut en las grandes ligas en 1988 con los Baltimore Orioles, donde permaneció dos temporadas,aunque jugando principalmente con equipos filiales de los Orioles en las Ligas Menores, sobre todo en los Rochester Red Wings. 
En 2001 fue traspasado a los Montreal Expos a cambio del pitcher Jorge Julio. allí jugó 55 partidos, finalizando su carrera en las ligas menores.